# Burg Wahlsburg
Die Burg Wahlsburg war eine frühmittelalterliche Höhen- und Wallburg auf der Gemarkung von Lippoldsberg, Gemeinde Wesertal im Landkreis Kassel in Hessen. Geringe Reste sind noch im Gelände zu sehen.

## Lage
Die Wahlsburg liegt zwischen Lippoldsberg und Vernawahlshausen im Waldtal des Staatsforstes Oedelsheim zwischen der Weser und dem nördlich davon in West-Ost-Richtung verlaufenden Tal der Schwülme. Östlich der Burg befindet sich die nach Südwesten verlaufende 236,4 Meter hohe gleichnamige Höhe, deren steil abfallende Ostseite in ein schmales Tal eines namenlosen Baches übergeht, der 500 m nach Norden zur Schwülme entwässert. Wenige Hundert Meter südwestlich liegt das Klinik- und Rehabilitationszentrum Lippoldsberg. Von der Spornlage der Wahlsburg senkt sich nordostwärts ein Grat zum Schwülmetal hinab, der südlich zur Wahlsburg hin eine starke Hangrutschung zeigt.

## Geschichte
Die frühmittelalterliche Burganlage wird als Befestigung des 8. oder 9. Jahrhunderts angesehen und wurde vermutlich zur Sicherung der fränkischen Herrschaft im Oberweserraum erbaut. Sie wird auch als eine karolingische Fliehburg bezeichnet. Vermutlich diente die Burg auch zur Sicherung eines 3 km westlich gelegenen Weserüberganges.
Erste urkundliche Namensnennungen sind aus dem 13. Jahrhundert bekannt. Eine von silva Walesburc herrührende Bezeichnung in der angeblichen Gründungsurkunde und im „Chronicon Lippoldesbergense“ wiedergegebene Datierung des Klosters Lippoldsberg vom 19. Juli 1062/1089 wird heute als Fälschung, vermutlich aus dem 12. Jahrhundert (zwischen 1151 und 1155), angesehen. Zur Zeit ihrer Beurkundung war die Burgstelle wohl schon wüst. Spätere Urkunden des Klosters nennen folgende Namen: Walesborg (1317), Walsburg (1318) und Walspurch (1319). Im Sababurger Salbuch ist sie 1587 noch als Wolszburg verzeichnet. Die Schleensteinsche Landesaufnahme verzeichnet sie 1705/1715 als Walsburg (Karte Nr. 3).

## Beschreibung
Der Burgrest liegt auf einem nach Nordnordosten gerichteten Bergsporn. Die Anlage bestand aus einer etwa 0,6 ha großen ovalen Kernburg, die nach Südwesten mit einer Wall-Graben-Anlage gesichert war. Im Süden der Hauptburg und deren Ausgang lag eine fast gleich große Vorburg (0,45 ha), deren Wall direkt an die Hauptburg anschloss. Das Tor der Vorburg befand sich im Westen des gesamtumlaufenden Walls, da er hier unterbrochen war und die Enden leicht zueinander versetzt waren. Der heutige südöstliche Zugang ist neuzeitlich.
Der Wall war wohl als Blendmauer oder Burgmauer ausgelegt, was Sandsteinquader im Graben der Vorburg vermuten lassen. Wallreste lassen sich noch deutlich im Gelände erkennen. Die um Kern- und Vorburg umlaufende Befestigung hat eine Gesamtlänge von 390 Metern.
Zwei Vertiefungen im Inneren der Hauptburg werden als Kellerräume angenommen, die zwei Gebäude vermuten lassen. Die Grube (1,2 × 5 m) im Westen wird als Keller eines Grubenhauses gedeutet. Eine weitere Grube im Nordosten (5 × 7 m) wird als Keller eines Steinhauses (Bergfried oder Festes Haus) angesehen. Auf einer planierten Fläche in der Mitte der Hauptburg kann ein weiterer Bau angenommen werden.
Archäologische Untersuchungen fanden bisher noch nicht statt. Im Süden der Vorburg befindet sich eine Informationstafel des Eco Pfades „Kulturgeschichte Wahlsburg“.

## Denkmalschutz
Der Bereich der Burganlage ist ein Bodendenkmal nach dem Hessischen Denkmalschutzgesetz. Nachforschungen und gezieltes Sammeln von Funden sind genehmigungspflichtig, Zufallsfunde an die Denkmalbehörden zu melden.